# Stefan Hołówko

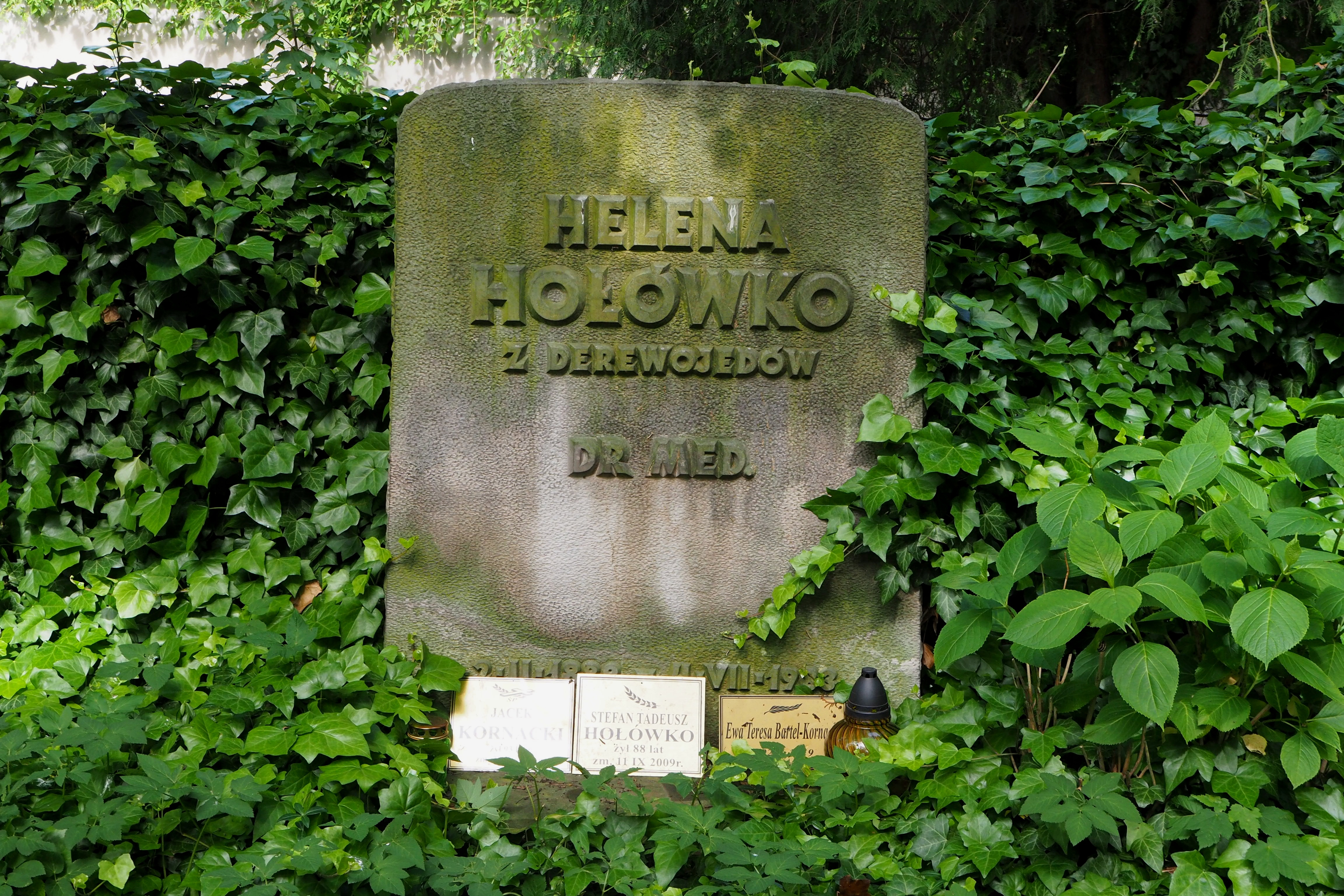
Grób Stefana Hołówko i jego matki Heleny na Cmentarzu ewangelicko-reformowanym w Warszawie

Stefan Tadeusz Hołówko (ur. 28 lutego 1921 w Warszawie, zm. 11 września 2009 tamże) – polski architekt i nauczyciel.

## Życiorys
Ukończył I Państwowe Gimnazjum i Liceum im. Stefana Batorego w Warszawie (1939). Absolwent Wydziału Architektury Politechniki Warszawskiej (1950). Był projektantem w Biurze Odbudowy Stolicy, przedsiębiorstwie Miastoprojekt Stolica i pracowni urbanistycznej Jeana Benjamina Manevala w Paryżu. Należał do zespołu architektów „Pingwiny”.  Był laureatem konkursów architektonicznych. Ponadto pracował jako nauczyciel w Technikum Architektoniczno-Budowlanym im. Stanisława Noakowskiego oraz redaktor w Wydawnictwie „Arkady”.
Był autorem lub współautorem m.in. Zespołu Basenów RKS Skra w Warszawie (1972–1973), biurowca Państwowego Zakładu Ubezpieczeń Wzajemnych w Warszawie, gmachu Centrali Ogrodniczej w Warszawie (1950), projektu odbudowy i przebudowy pałacu Stanisława Wołowskiego (obecnego Domu Stowarzyszenia Dziennikarzy Polskich) w Warszawie (1947–1951) oraz domu wielorodzinnego Głównego Instytutu Pracy przy ul. Noakowskiego 8 w Warszawie (1950–1953). Za swoje dokonania był kilkakrotnie odznaczany i nagradzany.
Został pochowany na cmentarzu ewangelicko-reformowanym w Warszawie (kwatera 1-9-3).

## Odznaczenia
- Krzyż Kawalerski  Orderu Odrodzenia Polski[1]
- Złoty Krzyż Zasługi[1]
- Medal Komisji Edukacji Narodowej[1]